# Lê Ngọa Triều
Lê Ngọa Triều (Lê Long Đĩnh) blev kung 1005 efter att tillsammans med två av sina bröder mördat sin bror och dåvarande kungen Lê Long Việt. Lê Ngọa Triều har gått till historien som en grym och hänsynslös kung som fann nöje i att själv delta i tortyr av släktingar, brottslingar, tjuvar och förrädare. Hans alkoholdrickande ledde till att han söp ihjäl sig 1009 vilket utgjorde slutet på Tidigare Ledynastin. Han efterträddes av Lý Công Uẩn.